# Anne Montminy
Anne Montminy, född den 28 januari 1975 i Montréal, är en kanadensisk simhoppare.
Hon tog OS-silver i synkroniserade högahopp i samband med de olympiska simhoppstävlingarna 2000 i Sydney.